# グレッグ・レイク
グレッグ・レイク（英語: Gregory Stuart "Greg" Lake、1947年11月10日 - 2016年12月7日）は、イングランド出身のボーカリスト、ベーシスト、ギタリスト、作詞家、作曲家。

## 略歴
1960年、12歳の時に母親にギターを買ってもらい、クラシック・ギターの指導者ドン・ストライクに学んだ。
1965年、15歳の時にユニット・フォーを結成してリード・ギターとヴォーカルを担当。この頃、ロバート・フリップと知り合った。ザ・タイム・チェックスなど多くのローカルバンドで徐々にギタリスト兼ボーカリストとしての頭角を現し、1967年にはザ・シェイム（The Shame）に参加して、デビュー・シングルを残した。
1968年春にザ・ゴッズに加入。ボーカルに加えて初めてベース・ギターを担当してライブで活動したが、夏の終わりに脱退。秋にはザ・シェイムが発展して生まれたシャイ・リムス（The Shy Slimes）のデビュー・シングルに客演してギターとボーカルを担当した。

同年11月、フリップに誘われ、プログレッシブ・ロック・グループのキング・クリムゾンの結成に参加した。1969年に発表されたデビュー・アルバム『クリムゾン・キングの宮殿』でベースとボーカルを担当。
1970年にキース・エマーソン、カール・パーマーとエマーソン・レイク・アンド・パーマー（ELP）を結成。作詞をほぼ一手に引き受け、作曲もエマーソンに次いで単独もしくは共同で担当。レコードにはプロデューサーとしてクレジットされた。ELPの人気が世界的に上昇すると彼も高い知名度を獲得した。
1980年にELPが解散した後、ゲイリー・ムーアやテッド・マッケンナらを迎えたソロ・プロジェクトに着手した。1981年に発表された初のソロ・アルバム『グレッグ・レイク&ゲイリー・ムーア』はELPとは異なったギターを重視した音作りがなされ、ボーカルもハード・ロック的になっている。
1983年にはパーマーらが結成したエイジアに一時加入して、ジョン・ウェットンの後任として日本公演に参加した。武道館で開かれた東京公演の模様はライブ・ビデオ『エイジア・イン・エイジア』に収録された。

1985年、エマーソン、コージー・パウエルとエマーソン・レイク・アンド・パウエルを結成。
その後ソロ活動を行なっていたが、1992年にELPを再結成させてワールド・ツアーを敢行。
2001年、リンゴ・スター&ヒズ・オールスター・バンドのアメリカ・ツアーに参加。「クリムゾン・キングの宮殿」と「ラッキー・マン」を歌った。
2010年、エマーソンと2人で北米ツアーを行う。日本公演も予定されていたが、エマーソンの病気によりキャンセルされた。同年7月、ロンドンのハイ・ボルテージ・フェスティバルでELPの1度だけの再々結成ライヴを行う。本人は活動継続を否定し、その言葉通り、これがELPの最後のライブになった。
2013年、ソロで日本公演を行い、キング・クリムゾンとELPの他、エルヴィス・プレスリーなどお気に入りの楽曲も交えて歌った。
2016年12月7日、癌との闘病生活の末に死去。69歳没。同年3月10日に急死したエマーソンの訃報を受けて哀悼のメッセージを発表してから9か月後だった。パーマーは、かつて彼が『展覧会の絵』で歌った「死こそ生なり」という歌詞を引用して追悼した。
2018年、生前に完成させた自伝Lucky Man: The Autobiographyが出版された。

## 音楽性
ELPの中で最もロック・ミュージックに影響を受けたメンバーである。ベーシストとしてはロック的な奏法とジャズ風のベース・ランニングとを使い分けられた。ピック弾きでオルタネイト・ピッキングの名手である。
歳月を経るにつれて声が太く低くなっていったので、ライブで『展覧会の絵』など過去の曲を歌う際にはキーを下げることがあった。

## ディスコグラフィ

### ソロ・アルバム
- 『グレッグ・レイク&ゲイリー・ムーア』 - Greg Lake (1981年)
- 『グレッグ・レイク&ゲイリー・ムーアII マヌーヴァーズ』 - Manoeuvres (1983年)
- 『イン・コンサート』 - King Biscuit Flower Hour Presents Greg Lake in Concert (1995年) ※1981年のライブ・アルバム。旧邦題『キング・ビスケット・ライヴ』。
- The Greg Lake Retrospective: From the Beginning (1997年) ※コンピレーション・アルバム
- 『フロム・ジ・アンダーグラウンド Vol.1』 - From the Underground: The Official Bootleg (1998年) ※コンピレーション・アルバム
- 『フロム・ジ・アンダーグラウンド Vol.2 - ディーパー・イントゥ・ザ・マイン』 - From the Underground 2: Deeper Into the Mine – An Official Greg Lake Bootleg (2003年) ※コンピレーション・アルバム
- Greg Lake (2007年) ※2005年のライブ・アルバム
- 『ソングス・オブ・ア・ライフタイム』 - Songs of a Lifetime (2013年) ※2012年のライブ・アルバム
- 『ライヴ・イン・ピアツェンツァ』 - Live in Piacenza (2017年) ※2012年のライブ・アルバム

### キング・クリムゾン
- 『クリムゾン・キングの宮殿』 - In the Court of the Crimson King (1969年)
- 『ポセイドンのめざめ』 - In the Wake of Poseidon (1970年)

### グレッグ・レイク&ジェフ・ダウンズ
- 『ライド・ザ・タイガー』 - Ride the Tiger (2015年) ※1989年-1990年の録音

### キース・エマーソン&グレッグ・レイク
- 『ライヴ・フロム・マンティコア・ホール』 - Live from Manticore Hall (2014年) ※2010年のライブ・アルバム

## 著書
- Lake, Greg (2018). Lucky Man: The Autobiography. London: Constable. ISBN 978-1472126504

## 日本公演
- 1972年 エマーソン・レイク・アンド・パーマー
- 1983年 エイジア
- 1992年 エマーソン・レイク・アンド・パーマー
- 1996年 エマーソン・レイク・アンド・パーマー
- 2013年 ソロ